# كلايتون هيكمان
كلايتون هيكمان (بالإنجليزية: Clayton Hickman)‏ هو محرر بريطاني، ولد في 5 يناير 1977 في برستل في المملكة المتحدة.